# Giro del Piemonte 1999
Il Giro del Piemonte 1999, ottantasettesima edizione della corsa, si svolse il 14 ottobre 1999 su un percorso di 198 km. La vittoria fu appannaggio dell'italiano Andrea Tafi, che completò il percorso in 4h26'25", precedendo i connazionali Marco Serpellini e Sergio Barbero.
Sul traguardo di Torino 65 ciclisti, su 168 partiti dalla medesima località, portarono a termine la competizione. 

## Ordine d'arrivo (Top 10)
| Pos. | Corridore           | Squadra               | Tempo    |
| ---- | ------------------- | --------------------- | -------- |
| 1    | Andrea Tafi         | Mapei-Quick Step      | 4h26'25" |
| 2    | Marco Serpellini    | Lampre-Daikin         | s.t.     |
| 3    | Sergio Barbero      | Mercatone-Uno         | s.t.     |
| 4    | Lars Michaelsen     | La Francaise des Jeux | s.t.     |
| 5    | Stefano Cattai      | Team Polti            | s.t.     |
| 6    | Roberto Conti       | Mercatone-Uno         | a 20"    |
| 7    | Sébastien Demarbaix | Lotto-Mobistar        | s.t.     |
| 8    | Fred Rodriguez      | Mapei-Quick Step      | a 40"    |
| 9    | Rolf Huser          | Festina               | s.t.     |
| 10   | Nico Mattan         | Lotto-Mobistar        | s.t.     |